# Église du Sacré-Cœur de Toulon
L'église du Sacré-Cœur est une église catholique de Toulon dédiée au Sacré-Cœur. Elle dépend du diocèse de Fréjus-Toulon. Elle est de style architectural néo-roman. La paroisse dessert les quartiers de Pont-du-Bois, des Routes et de Valbertrand.

## Histoire
La première pierre de  l'église est bénite le 23 mars 1911 par Mgr Guillibert et en juin 1912 un triduum solennel est célébré en l'honneur du Sacré-Cœur, alors que les travaux du chanoine Bouisson ne sont pas achevés. L'église est consacrée en juin 1914 par Mgr Guillibert. Elle est érigée en église paroissiale en 1920. À l'issue de la cérémonie, Mgr Guillibert renouvelle la  consécration de la ville de Toulon au Sacré-Cœur. 
Le 30 mai 1921, une cérémonie solennelle suivie par une grande foule venue de toute la ville de Toulon est célébrée pour le bicentenaire de la consécration de Toulon au Sacré-Cœur. La mission de trois semaines qui précède est prêchée par les rédemptoristes. L'orgue est installé en 1923. 
La grande statue du Sacré-Cœur, juchée en haut du clocher en août 1925 et tournée vers la ville, est bénite par Mgr Guillibert le 25 avril 1926.
La chaire, le maître-autel et la plus grande partie du décor intérieur d'origine disparaissent dans les années de  l'après-concile.

## Architecture
L'église néo-romane est à trois nefs étaient recouvertes d'une voûte à berceau; un faux plafond a été créé. Des arcades aux minces colonnes séparent les nefs. L'abside du sanctuaire est à pans coupés, couverte d'une voûte hémisphérique.